# Метт О'Райлі
Метт О'Райлі (дан. Matt O'Riley, нар. 21 листопада 2000, Гаунслоу) — данський та англійський футболіст, що грає на позиції півзахисника за клуб «Брайтон енд Гоув Альбіон».
Виступав, зокрема, за клуби «Фулгем», «Мілтон-Кінс Донс» та «Селтік», а також національну збірну Данії.

## Клубна кар'єра
Народився 21 листопада 2000 року в місті Гаунслоу, Англія, в родині англійця і данки. О'Райлі приєднався до академії «Фулгема» у віці восьми років, а до цього виступав за NPL Youth з Теддінгтона. Він дебютував у першій команді 8 серпня 2017 року під час виїзної перемоги над «Вікем Вондерерз» (2:0) у першому раунді Кубка ліги. Протягом наступних двох сезонів О'Райлі зіграв лише п'ять ігор, одна з яких у Чемпіоншипі 1 січня 2020 року, вийшовши на заміну на 19-й хвилині замість травмованого Гаррісона Ріда під час домашньої гри проти «Редінга» (1:2). О'Райлі покинув клуб влітку 2020 року, відмовившись від нової трирічної угоди.
24 січня 2021 року О'Райлі підписав контракт з клубом Першої ліги «Мілтон-Кінс Донс». До кінця сезону 2020/21 він забив загалом три голи у 23 іграх. Після вражаючого початку сезону 2021/22 О'Райлі був названий найкращим молодим гравцем місяця у чемпіонаті у листопаді 2021 року. До січня 2022 року він забив сім голів у 26 матчах чемпіонату.
20 січня 2022 року О'Райлі приєднався до клубу шотландської Прем'єр-ліги «Селтік». З командою став дворазовим чемпіоном Шотландії, володарем Кубка шотландської ліги та Кубка Шотландії. У вересні 2023 року він підписав новий чотирирічний контракт із «Селтіком».

## Виступи за збірні
2015 року дебютував у складі юнацької збірної Англії (U-16), загалом на юнацькому рівні взяв участь у 4 іграх.
Окрім Англії, він мав право представляти Ірландію, Данію та Норвегію, тому 2022 року залучався до складу молодіжної збірної Данії. На молодіжному рівні зіграв у 5 офіційних матчах, забив 2 голи.
20 листопада 2023 року дебютував в офіційних іграх у складі національної збірної Данії у відбірковому матчі до Євро-2024 проти Північної Ірландії (0:2).
| Дата       | Місто   | Господарі         | Результат | Гості             | Турнір            | Голи | Примітки |
| ---------- | ------- | ----------------- | --------- | ----------------- | ----------------- | ---- | -------- |
| 20-11-2023 | Белфаст | Північна Ірландія | 2 – 0     | Данія             | Відбір до ЧЄ 2024 | -    | 61'      |
| 26-3-2024  | Бреннбю | Данія             | 2 – 0     | Фарерські острови | товариський матч  | -    | 59'      |
| Усього     |         | Матчів            | 2         |                   | Голів             | 0    |          |

## Титули і досягнення
- Чемпіон Шотландії (3):

«Селтік»: 2021/22, 2022/23, 2023/24
- Володар Кубка Шотландії (2):

«Селтік»: 2022/23, 2023/24
- Володар Кубка шотландської ліги (1):

«Селтік»: 2022/23